# Gnostycka Apokalipsa Piotra
Apokalipsa Piotra – apokryficzna apokalipsa gnostycka odnaleziona w Nag Hammadi. Odnaleziony rękopis apokalipsy pochodzi z IV wieku i został spisany w języku koptyjskim. Przypuszcza się, że jest to tłumaczenie oryginału greckiego z II wieku. Z utworu zachowały się jedynie końcowe rozdziały (70-84). 
Treścią apokalipsy jest objawienie dotyczące Kościoła, które miał otrzymać od Jezusa św. Piotr. Otrzymana przez niego wizja krytykuje m.in. hierarchię kościelną i możliwość pokuty jako nieczyste, czyli niezgodne z wierzeniami gnostycyzmu.